# Lac Miccosukee
Le lac Miccosukee se trouve dans le nord du comté de Jefferson au sud-est des États-Unis. Il y a plusieurs siècles, le lac était directement relié à la St. Marks River. Ses rives attirèrent les Amérindiens, notamment les Apalaches. Au XIXe siècle, les Américains développèrent des plantations de coton autour du lac.